# Lorttjärnen (Färila socken, Hälsingland, 686703-148509)
Lorttjärnen är en sjö i Ljusdals kommun i Hälsingland och ingår i Ljusnans huvudavrinningsområde. Sjöns area är 0,018 kvadratkilometer och den befinner sig 230 meter över havet.